# Karim Zeroual
Karim Zeroual (Londres, Reino Unido, 14 de noviembre de 1993) es un presentador de televisión y actor británico, más conocido por ser el presentador de CBBC de la BBC. Interpretó a Sadiq en The Sparticle Mystery durante tres temporadas entre 2011 y 2015, y también apareció en EastEnders, Blue Peter, Top Class y Saturday Mash-Up!.

## Primeros años
Zeroual nació en Londres de padres de herencia marroquí y fue criado por su madre. Asistió a la escuela de teatro en Londres.

## Carrera
Interpretó a Sadiq en The Sparticle Mystery, que se emitió durante tres series entre 2011 y 2015, y ha tenido más de dos millones de visitas en BBC iPlayer hasta la fecha. También ha aparecido en EastEnders, Blue Peter, Top Class y Saturday Mash-Up!.
Zeroual ha sido presentador de CBBC de la BBC desde 2014, presentando directamente desde la sede de CBBC HQ. También presentó Young Dancer y Wimbledon Live y actuó en el West End de Londres en espectáculos de teatro musical como El rey león y Chitty Chitty Bang Bang.
En 2019 comenzó a filmar un nuevo documental de viajes y deportes para CBBC llamado A Week to Beat the World, en el que lleva a tres niños británicos a países como Guatemala, Brasil y Japón para practicar deportes nacionales y ver si pueden vencer a los locales en su propio juego. Ese mismo año compitió en la serie 17 de Strictly Come Dancing, donde fue emparejado con la bailarina profesional Amy Dowden. La pareja logró llegar a la final y quedó en el segundo puesto.